# MPG/ESO (телескоп)
Телескоп MPG/ESO (англ. New Technology Telescope, NTT) — 2,2-метровий наземний телескоп із діафрагмою f/8,0 (17,6 метра) у Європейській південній обсерваторії у Ла-Сілья, Чилі. Побудований компанією Carl Zeiss і працює з 1984 року. Позичений на невизначений термін Європейській південній обсерваторії від Інституту астрономії Макса Планка. У жовтні 2013 року його повернули до МВДІ. Час роботи телескопа розподіляється між програмами спостереження MPIA та MPE, тоді як експлуатація та обслуговування телескопа є відповідальністю Європейської південної обсерваторії.
Телескоп містить три інструменти. 67-мільйонна піксельна камера Wide Field Imager з полем зору, здатним охоплювати повний Місяць; оптичний/ближній інфрачервоний детектор спалахів гамма-випромінювання GROND, який переслідує післясвітіння найпотужніших вибухів у Всесвіті, відомих як спалахи гамма-випромінювання, і спектрограф високої роздільної здатності FEROS, який використовувався для детального дослідження зірок.
У листопаді 2010 року його використовували для спостереження за HIP 13044 і відзначили те, що вважалося першим випадком виявлення планетної системи в зоряному потоці позагалактичного походження. Проте подальший аналіз у 2014 році не виявив доказів існування планети, що обертається навколо зірки.